# Ризький автобус
Ризький автобус (латис. Autobusu satiksme Rīgā) — вид громадського транспорту в Ризі, що відкритий у 1924 році. Оператором перевезень з 20 лютого 2003 року є «Rīgas satiksme».
Вартість квитка 2 €.
Протягом 2016 року автобусами перевезено 143 396 276 пасажирів.